# Islas Menores (Cartagena)
Islas Menores es una localidad española perteneciente al término municipal de Cartagena, comunidad autónoma de la Región de Murcia.

## Geografía física

### Ubicación
Islas Menores está situada en el sureste de la península ibérica en la comunidad autónoma de la Región de Murcia, en la zona sur de la costa del Mar Menor, entre Los Nietos en su límite occidental y, prácticamente unida a ella, la playa de Mar de Cristal en el oriental.
Dista 26 kilómetros de Cartagena.

### Clima
El clima del Mar Menor es mediterráneo cálido seco, con temperaturas suaves en invierno y altas en verano. El termómetro puede llegar a 38 °C en julio-agosto, y no suele bajar de 5 °C en invierno, ya que la media anual es de 16-18 °C.
Las precipitaciones son escasas, entre 200 y 500 mm. anuales, teniendo lugar sobre todo en primavera y otoño. La media es de 323 mm. anuales, pero la humedad también ayuda a la vegetación existente.

Los vientos suelen soplar de sureste o suroeste (lebeche seco), y en otoño del este o noroeste (levante), acompañados en esta última estación de nubes y lluvias. A veces también sopla en otoño el lebeche o el de noroeste, y deja el cielo sin nubes. En cambio, en verano los vientos son más fuertes y si vienen del sur (África) incrementarán notablemente el calor.

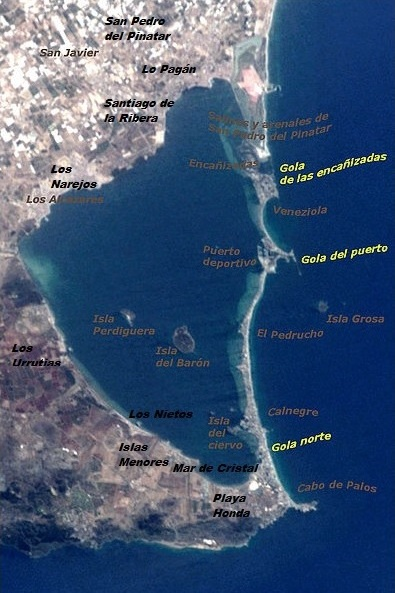
Islas Menores, población a la orilla del Mar Menor

### Geomorfología

#### Ramblas
Entre Islas Menores y Los Nietos se encuentra el final de la rambla de la Carrasquilla o de Los Belones, que desemboca en un delta pequeño, la Punta de La Lengua de la Vaca; Lengua de Vaca es una de las áreas críticas de reproducción del Fartet (Aphanius iberus). La Rambla de la Carrasquilla nace en las proximidades de Atamaría, en las proximidades a La Manga Club, y pasa por Los Belones. La rambla es vía pecuaria («Colada de la Carrasquilla»), que en ese punto se cruza con la «Colada del Mar Menor», siendo estos caminos públicos de un gran valor ambiental en la zona, ya que actúan como verdaderos corredores ecológicos.

### Problemas medioambientales
Islas Menores padece las consecuencias de la degradación del Mar Menor, provocada por el cambio de un modelo de agricultura de secano a una agricultura de regadío que vierte nitratos y produce eutrofización, se desarrolla la llamada "sopa verde" y como consecuencia se da la anoxia o ausencia de oxígeno que ocasiona a veces la muerte de peces de la albufera

## Historia
El Mar Menor fue denominado La Albufera o Albufera del Cabo de Palos desde época musulmana y 
sufrió los ataques de piratas berberiscos durante mucho tiempo por lo que apenas estaba poblado debido a la inseguridad existente. La repoblación del Campo de Cartagena tendrá lugar a partir del siglo XVII y estará impulsada por el plan gubernamental de situar a Cartagena como ciudad militar y capital de departamento marítimo. El nuevo auge del movimiento colonizador hacia el Campo de Cartagena traerá nuevos propietarios a la zona.
Fue conocida en otro tiempo como Los Barracones por el nombre de la punta costera situada junto al actual club náutico.
Existió una sala de fiestas conocida por La Dama de Oro ubicada en el polideportivo de la localidad donde actuaron primeras figuras de la canción española como Julio Iglesias, Sara Montiel, Raphael, Rocío Jurado, Peret entre otros.

## Geografía humana

### Organización territorial
El término municipal de Cartagena se divide en entidades colectivas de población allí denominadas diputaciones. Islas Menores   pertenece a la diputación del Rincón de San Ginés y es una entidad singular de población o pedanía del municipio.

### Demografía

#### Población
En 2022 tenía una población censada de 266 habitantes según el Instituto Nacional de Estadística.

### Economía
Su economía se basa en el sector servicios, concretamente actividades relacionadas con el turismo.

### Equipamientos y servicios
- Club náutico.
- Consultorio médico
- Apartamentos turísticos
- Supermercados

### Transportes y comunicaciones

#### Carreteras
La localidad tiene accesos que comunican con Mar de Cristal y por la RM-F54 con Los Belones y Los Nietos.

#### Autobús
El servicio de transporte público urbano conecta la localidad con la ciudad de Cartagena durante el periodo estival.
| Línea | Recorrido                                              | Operador       |
| ----- | ------------------------------------------------------ | -------------- |
| 21    | Cartagena - Los Urrutias - Playa Honda (solo verano)   | ALSA (TUCARSA) |
| 22    | La Manga - Los Urrutias (Búho Mar Menor / Solo verano) | ALSA (TUCARSA) |

El servicio de viajeros por carretera del municipio se engloba dentro de la marca Movibus, el sistema de transporte público interurbano de la Región de Murcia (España), que incluye los servicios de autobús de titularidad autonómica.
| Línea | Recorrido                                                          | Operador       |
| ----- | ------------------------------------------------------------------ | -------------- |
| 46    | San Pedro del Pinatar - San Javier - Los Alcázares - Cabo de Palos | ALSA (TUCARSA) |

## Fiestas
Del 28 de julio a 5 de agosto.